# الاتحاد الليبي للفروسية
الاتحاد الليبي للفروسية تأسس سنة 1965 واعتمد من قبل الاتحاد الدولي للفروسية في ذات النسة ويتخذ من مدينة طرابلس مقرا له وتم اعتماد الاتحاد الليبي للفروسية من قبل الاتحاد الدولي بعد زيارة سكرتير الاتحاد الدولي إلى ليبيا وكان أول رئيس للإتحاد هو الأستاذ علي القروش.

## قائمة رؤساء الاتحاد
وقد تولى رئاسة الاتحاد منذ ذلك الحين :
1. علي القروش 1970
2. سليمان دهمان 1971
3. السنوسي عبد السيد 1972
4. علي الفيتوري خليفة 2001
5. الهادي الطاهر أمبيرش 2002
6. علي الفيتوري 2005
7. السائح علي نصر 2006

## فروع الاتحاد
يتبع الاتحاد العام للفروسية عدد (13) ثلاثة عشر إتحاداً فرعياً موزعة على مدن ليبيا كما يتبعه عدد (20) نادياً ومدرسة خاصة برياضة قفز الحواجز وعدد (200) نادٍ خاص برياضة السباق والقدرة والتحمل والفروسية الشعبية .